# Polyommatus droshana
Polyommatus droshana är en fjärilsart som beskrevs av Evans 1925. Polyommatus droshana ingår i släktet Polyommatus och familjen juvelvingar. Inga underarter finns listade i Catalogue of Life.